# Liste der Bodendenkmale in Melchow
Die Liste der Bodendenkmale in Melchow enthält alle Bodendenkmale der brandenburgischen Gemeinde Melchow und ihrer Ortsteile auf der Grundlage der Landesdenkmalliste vom 31. Dezember 2021.
Die Baudenkmale sind in der Liste der Baudenkmale in Melchow aufgeführt.
| Gemarkung        | Flur    | Kurzansprache                                                                                             | Bodendenkmalnummer | Bemerkung | Bild |
| ---------------- | ------- | --- | ------------------ | --------- | ---- |
| Melchow (Lage)   | 3       | Siedlung Steinzeit                                                                                        | 40318              |           |      |
| Melchow (Lage)   | 3       | Siedlung Urgeschichte                                                                                     | 40319              |           |      |
| Melchow (Lage)   | 1, 2    | Dorfkern Neuzeit                                                                                          | 40320              |           |      |
| Melchow (Lage)   | 1, 2, 3 | Siedlung Bronzezeit, Einzelfund Neuzeit, Wüstung deutsches Mittelalter, Einzelfund slawisches Mittelalter | 40321              |           |      |
| Schönholz (Lage) | 1       | Dorfkern Neuzeit, Siedlung slawisches Mittelalter, Wüstung deutsches Mittelalter                          | 40399              |           |      |
| Schönholz (Lage) | 2       | Einzelfund deutsches Mittelalter, Siedlung Steinzeit                                                      | 40400              |           |      |
| Schönholz (Lage) | 2       | Mühle Neuzeit                                                                                             | 40779              |           |      |